# Carex chillanensis
Espèce
Classification phylogénétique
Carex chillanensis est une espèce des plantes du genre Carex et de la famille des Cyperaceae.